# Jancsó György (építészmérnök)
Jancsó György okleveles építészmérnök. 1937-ben született Budapesten.
Építészmérnöki oklevelének száma: 1920/1961. A Budapesti Műszaki és Gazdaságtudományi Egyetem Szenátusa 2011-ben aranydiploma adományozásával ismerte el értékes mérnöki tevékenységét.

## Szakmai tevékenysége
Az egyetem elvégzését követően az OLAJTERV tervező, irányító tervezője, majd 1969-től az ÁRPÁD MGTSZ építésvezetője. 1971 és 1992 között a KIPSZER vezető tervezője és tervezési osztályvezetője. Ezt követően a Garancia Biztosító beruházási osztályvezetője lett 1997-ig. 1973-tól 2005-ig mint igazságügyi műszaki szakértő segítette a Pest megyei Bíróság munkáját. 2002 óta magánvállalkozást folytat és magasépítési műszaki ellenőrként tevékenykedik. Szakmai referenciái közé tartozik 4 százhalombattai általános iskola akadálymentesítése, Budapesten "Wekerle ahol értéket őriz az idő" projekt, a budai Mátyás-templom teljes műemléki felújítása valamint az Országház 2007-es műemléki homlokzatfelújítása, melyeknél mint műszaki ellenőr közreműködött.

## Főbb munkái, közreműködései
- Százhalombatta: általános iskola akadálymentesítése,
- Budapest: "Wekerle ahol értéket őriz az idő" projekt,
- Budapest: Budai Mátyás-templom teljes műemléki felújítása
- Budapest: Országház 2007-es műemléki homlokzatfelújítása,

(melyeknél mint műszaki ellenőr közreműködött)